# Nikara castanea
Nikara castanea là một loài bướm đêm trong họ Noctuidae.